# Atari Falcon 030
El Atari Falcon030 (generalmente abreviado como Atari Falcon), lanzado en 1992, fue el último ordenador personal de Atari Corporation. Un modelo de gama alta de la línea Atari ST, la máquina se basa en un microprocesador Motorola 68030 y un DSP Motorola 56000, una característica que la distingue de la mayoría de las otras microcomputadoras de la época. Incluye un nuevo sistema de gráficos programables VIDEL que mejora enormemente las capacidades gráficas.
Poco después del lanzamiento, Atari incluyó el sistema operativo MultiTOS además de TOS. TOS permanece en la ROM y MultiTOS se suministra en un disquete y se puede instalar para arrancar desde el disco duro.
El Falcon fue lanzado a finales de 1992 y su producción fue cancelada en 1993, un año después de su presentación, cuando Atari se reestructuró para enfocarse completamente en el lanzamiento y soporte de la consola de videojuegos Atari Jaguar. El Atari Falcon030 tenía muchas características. Por desgracia, el uso de la caja del 1040ST daba la impresión de ser un equipo con menores prestaciones y que una caja como la del Mega STe o la del TT030 hubiera sido más correcta para un producto más dirigido a la gama alta.
El Falcon se vendió en cantidades relativamente pequeñas, principalmente a aficionados.

## Hardware

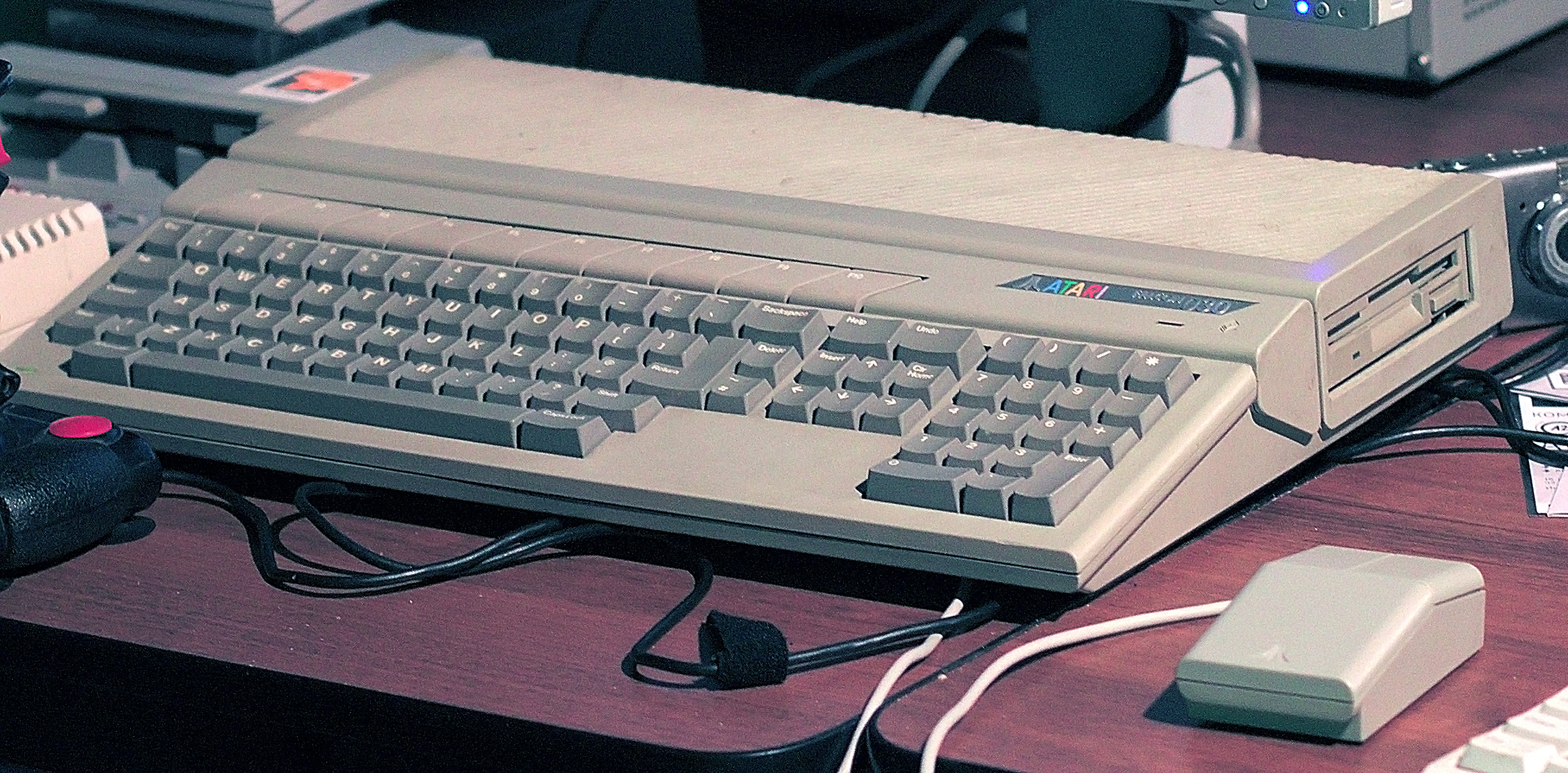
Vista frontal derecha del Falcon030

Rodolphe Czuba desarrolló una placa que se instalaba en el bus de expansión del Falcon, multiplicando su potencial ampliamente. Dicha placa CT60 incorpora un Motorola 68060 a 100MHz y permite instalar hasta 512 MB de SD RAM, actualiza el sistema operativo al TOS 4.2 y permite iniciar el ordenador en modo normal 68030 o en modo acelerado 68060, así la compatibilidad de software está garantizada.

## Especificaciones (Falcon030)
- Procesador: Motorola 68030 a 16 MHz con una caché de 256 bytes.
- DSP : Motorola 56001 a 32 MHz.
- Gráficos: procesador de vídeo "VIDEL".
  - Paleta de 262.144 colores posibles.
  - Resolución VGA de 640 x 480 con 256 colores.
  - Resolución de 640 x 400 a 65.536 colores.
  - Coprocesador gráfico BLiTTER.
  - Retrocompatible con todas las resoluciones ST.
- Audio:
  - 8 canales DMA de 16 bit de hasta 50 kHz
  - Coprocesador de sonido SDMA/DMA
  - Yamaha 2149 con 3 canales de audio
- Memoria: 1, 4, o 14 MB de RAM y 512 kb ROM.
- Velocidad de bus: 16 MHz.
- Conexiones:
  - Puerto DSP.
  - Salida de auriculares.
  - Entrada de micrófono.
  - Conector SCSI-II.
  - Monitor.
  - Salida de video RF.
  - Impresora.
  - Serie RS-232.
  - Conexión de red LocalTalk.
  - Entrada y salida MIDI.
  - 2 puertos para joystick Atari (9 pins).
  - Joystick STE (15 pins).